# Генріх Вельфлін
Генріх Ве́льфлін, Гайнріх Вельфлін (нім. Heinrich Wölfflin; 21 червня 1864, Вінтертур — 19 липня 1945, Цюрих) — швейцарський письменник, мистецтвознавець, теоретик та історик мистецтва.

## Біографія
Генріх Вельфлін народився 21 червня 1864 року в родині класичного філолога, професора Едуарда Вельфліна та його дружини Берти Тролль. Його старший брат, Ернст Вельфлін став відомим окулістом. Батько Генріха, Едуард Вельфлін відомий як один з ініціаторв створення найбільшого словника латинської мови Thesaurus Linguae Latinae.
12 квітня 1880 року Генріх перейшов з початкової школи в Ерлангені до другого гімназіального класу мюнхенської гімназії Максиміліана й 1882 року здав випускні іспити. Після гімназії він вивчав філософію в Базельському та Берлінському університетах; пізніше студіював історію мистецтв у Мюнхенському університеті. 1886 року Вельфлін захистив дисертацію на тему «Пролегомени до психології архітектури» під керівництвом археолога Генріха Брунна.
Після двох років роботи в Німецькому археологічному інституті в Римі він захистив габілітаційну дисертацію «Ренесанс і бароко». 1893 року перейняв посаду свого вчителя Якоба Буркгардта і став професором історії мистецтв Базельського університету. В університеті викладав також жінкам, які, на відміну від інших країн, були допущені до навчання. Його ученицями зокрема були: Адель Штеклін (1876—1960), яка пізніше захистила дисертацію з етнології й потім працювала в гравюрному кабінеті; художниця Марія Лотц (1877—1970); майбутня вчителька Еммі Елізабет Кеттґен (1868—1948), художниця й дослідниця історії мистецтва Марія Гундрум.
Вельфлін з 1901 року був професором Берлінського університету, з 1912 року — Мюнхенського університету, а з 1924 року — Цюрихського університету. Серед учнів Вельфліна були такі науковці, як архітектор Ервін Антон Гуткінд, історики мистецтва Ернст Гомбріх, Август Грізебах, Курт Герстенберг, Карл Айнштайн, Герман Беенкен, Ернст Галл, Макс Зауерландт, Пауль Франкль, Вальтер Рем, Ервін Панофскі, Курт Мартін, Юстус Біер, Ганс Розе та художник і гарфік Альф Байрле.
1941 року Вельфлін став почесним доктором Цюрихського університету, а 1944 року — почесним доктором Берлінського університету. З 1922 року він був членом-кореспондентом Баварської академії наук.
Помер 1945 року в Цюриху, похований на увинтарі Вольфготтесакер у Базелі. Свою бібліотеку та фотоархів Вельфлін заповів Цюрихському університету.

## Внесок у мистецтвознавство
Концепція Вельфліна в дослідженні історії мистецтва вважається одним із варіантів формалізму, оскільки він розглядає витвори мистецтва переважно за їхньою зовнішньою «формою», тобто аналізуючи їхній стиль. Вельфлін був одним з перших істориків мистецтва, який під час своїх лекцій використовував два діапроєктори, таким чином безпосередньо порівнюючи два мистецьких твори. У своїй головній праці «Основні поняття історії мистецтв» (1915) він вивів п'ять понятійних пар протиставлень, за допомогою яких аналізував формальні відмінності між творами ренесансу і бароко.
| Лінійність  | Мальовничість         |
| Площина     | Глибина               |
| Закритість  | Відкритість           |
| Множинність | Єдність, одиничність  |
| Ясність     | Неясність і рухомість |

За допомогою такої систематики Вельфлін обґрунтував періодичність виникнення таких понять, як архаїчне, класичне, барокове тощо. Сам Вельфлін називав свій підхід «історія мистецтв без імен», адже фокус його досліджень був спрямований не так на окремих митців, як на історію розвитку стилів. За допомогою цього формального підходу він намагався виявити подібності мистецтва різних епох та країн.
Хоча понятійні пари Вельфліна зазнали різкої критики з боку деяких мистецтвознавців, його праці вважають значним внеском у формальний аналіз творів мистецтва. Зокрема його терміни «лінеарний» та «мальовничий» досі активно використовуються для опису мистецьких стилів. Типологія стилів Вельфліна в 1920-ті роки була перенесена Фріцом Штріхом на літературознавство.
Теорію Вельфліна про регулярну зміну періодів «лінеарного» й «мальовничого» у мистецтвознавстві та літературознавстві прийнято називати «теорією хвиль».

## Вибрані праці
- Festschrift Heinrich Wölfflin. Beiträge zur Kunst- und Geistesgeschichte, zum 21. Juni 1924 überreicht von Freunden und Schülern (mit einer Laudatio im Vorwort). Mit 123 Abbildungen und 19 Aufsätzen zu Themen aus der Kunstgeschichte. Verlag Hugo Schmidt, München 1924.
- Пролегомена до психології архітектури / Prolegomena zu einer Psychologie der Architektur. München 1886. (Wiederabdruck in Heinrich Wölfflin: Kleine Schriften. Hrsg. von Joseph Gantner. [1946],). Neuausgabe: Mann, Berlin 1999, ISBN 3-7861-1775-6.
- Юнацькі твори Мікеланджело / Die Jugendwerke des Michelangelo. München 1891.
- Ренесанс і бароко: дослідження про сутність і ґенезу барокового стилю в Італії / Renaissance und Barock: eine Untersuchung über Wesen und Entstehung des Barockstils in Italien. München 1888 (online [Архівовано 11 лютого 2020 у Wayback Machine.]).
- Класичне мистецтво. Вступ до італійського Ренесансу / Die klassische Kunst. Eine Einführung in die italienische Renaissance. München 1899. .
- Мистецтво Альбрехта Дюрера / Die Kunst Albrecht Dürers. München 1905.
- Основні поняття історії мистецтв: проблема розвитку стилю в новітньому мистецтві / Kunstgeschichtliche Grundbegriffe: Das Problem der Stilentwicklung in der neueren Kunst. Bruckmann, München 1915,, OCLC 8405625 (2-ге видання 1917 онлайн).
- Пояснення творів мистецтва / Das Erklären von Kunstwerken. E. A. Seemann, Leipzig 1921 (= Bibliothek der Kunstgeschichte 1).
- Бамберзький апокаліпсис / Die Bamberger Apokalypse. Eine Reichenauer Bilderhandschrift vom Jahre 1000. München 1918. .
  - Handkolorierte Ausgabe um 1930 (онлайн).